# The Fashion
The Fashion var en dansk rockgruppe, som blev dannet i København i 2001.
The Fashion blev kendt som et stramt styret dancepunk-projekt, men har gennem årene fået en mere amerikansk inspireret punkpoppet lyd. Bandet gik i opløsning i 2011.

## Medlemmer
- Jakob 'Plastic Kid' Printzlau – vokal
- Anders Find Axelsen – guitar
- Christian Lignell Bækholm – bas
- Jacob Ankær Johansen – trommer

## Diskografi
- Rock Rock Kiss Kiss Combo (2003)
- The Fashion (2007)

## Historie
Printzlau, Bækholm og Axelsen, der alle er fra Svendborg, har spillet sammen siden 1994 under navne som Faceplant (industrial metal) og Joyphilter (punkrock). Under sidstnævnte navn turnerede gruppen heftigt på Europas undergrundsscener gennem halvfemserne.
I 2001 kom Ankær Johansen og Christoffer Griebel til og jagten på en pladekontrakt blev indledt med uniformering, designet demo-cd og nyt navn.
Af omveje kom demo-cd'en til pladeselskabet BMG, der signede bandet.
På debutalbummet var gruppens lyd stærkt inspireret af den tyske new-punk-scene med grupper som The Oliver Twist og Robocop Kraus, men blev af anmelderne opfattet som et forsøg på at kopiere danske Junior Senior.
Efter en længere pause, hvor medlemmerne uddannede sig og fik børn, fandt de gejsten igen og udgav opfølgeren The Fashion, der præsenterede en mørkere og mere kompliceret lyd. Albummet blev rost og kaldt 'modigt' og 'stærkt' af anmeldere både i Danmark og udlandet. The Fashion blev udgivet i Tyskland, Østrig og Schweiz i september 2007 og skal udgives ifølge flere kilder udgives i Benelux, Polen, Italien og Spanien i løbet af 2008.
En sammenblanding af de to album udgives desuden i Japan i januar 2008.
Bandets primære fanbase har alle tider ligget uden for Danmarks grænser. I 2008 turnerer bandet således i det meste af verden.
Derudover er bandets sang "Like Knives" med på NFL Madden 09 Soundtracket.
D. 20. juni 2011 annoncerede bandet via Facebook, at det var gået i opløsning.